# Crossing Border
Crossing Border is een Nederlands meerdaags internationaal literatuur- en muziekfestival dat sinds 1993 jaarlijks in november plaatsvindt, in Den Haag. Het festival opgericht en jaren geleid door Louis Behre. Het festival vond drie keer plaats in Amsterdam. 
Crossing Border is gericht op het samenbrengen van internationale hedendaagse, alternatieve en vernieuwende schrijvers en muzikanten die een passie delen voor gesproken woord, songteksten en taal met unieke optredens waar muziek en literatuur samenwerken én botsen. Het programma bestaat uit een mix van gevestigde namen en veelbelovend talent.

## Edities in de jaren 1990

### Editie 1993
H.C. tenBerge, Carla Bogaards, Adriaan Bontebal, Bart Chabot, Chasem Batamuntu, Amancia Batta, Billy Childish & the Singing Loins, Herman Brood, Ana Christy, De Lubbers BV, Graham B, Jan KeesHaks, Adrian Henri, Bert Hiddema, Jabklon, Ted Joans, Walter Joris, Jules Deelder & Trio me reet + 2, Hermine Landvreugd, Erik Lindner, Marcel vanMaele, Gerard Malanga,
Xavier-SergeMartin, Von Magnet, Roger MCGough, Jack Micheline,Nuclarity, Mignon Omoroka, Diana Ozon, Wilma Paalman, Hans Plomp,
Celestine Raalte, Anil Ramdas, Lee Ranaldo (Sonic Youth), Ishmael Reed, tennessee Reed, Andy Roberts, R.J.Rueb, Lennie St. Luce, Television Personalities, Rupert Thomson, Merle Tofer, Anabel Torres, Simon Vinkenoog, Cornelis Vleeskens, Eddie Woods, Zwetsloot, O!

### Editie 1999
Can solo-projects, Willy DeVille, Gomez, Tindersticks, David Eugene Edwards (16 Horsepower), Andy Cairns (Therapy?), Kevin Coyne, Hanif Kureishi, J.P. Jones (Led Zeppelin), Michael Franti & Spearhead, Jhelisa, Rahzel (The Roots), Keziah Jones, Placebo, Venice, Terry Callier, Maxi Jazz (Faithless), Kees van Kooten, Gerrit Komrij, Novastar, Marky Ramone (The Ramones), Hefner, Damian Jurado, Neeka, Laïs, Thé Lau – en nog veel meer.

## Edities in jaren 2000-09

### Editie 2003
A.F.Th, Abdelkader Benali, Johnny Dowd, The Flaming Lips, Bob Geldof and the Rent0Killers, Germaine Greer, Arthur Japin, Eddi Reader, Lou Reed, DBC Pierre,  Jhumpa Lahiri, Herman Franke, P.F. Thomése, David Sylvian, Redmond O'Hanlon, 16 Horsepower, Thomas Rosenboom, Ron Sexsmith, Joost Zwagerman, Yuri Honing & Orient Express, Zap Mama, Bas Haring, Micha Wertheim, Ljiljana Buttler & Mostar Sevdah Reunion – en nog veel meer.

### Editie 2007

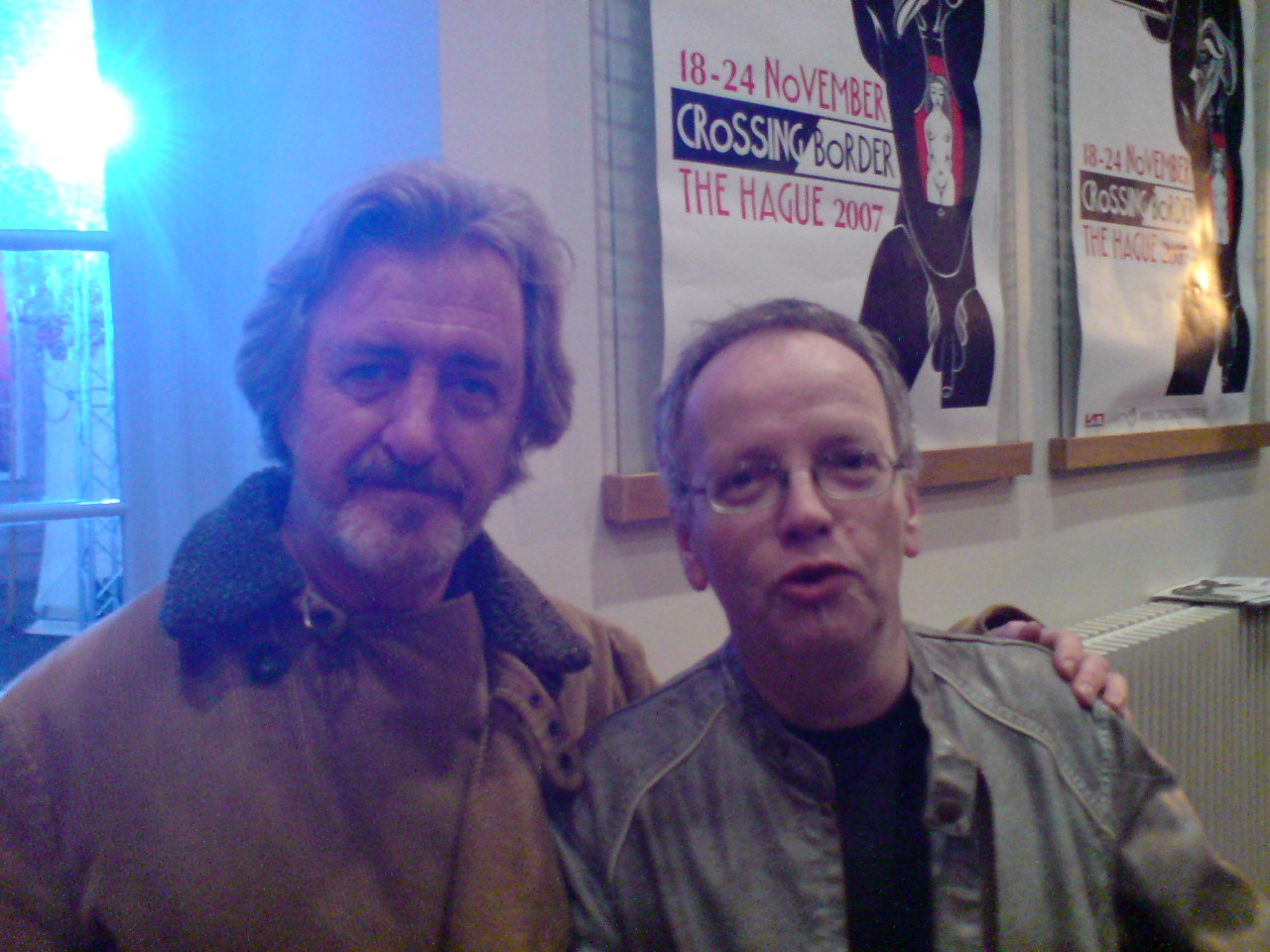
Louis Behre en Erik Quint tijdens Crossing Border, 2007

A.F.Th., Adapter, Akron/Family, Ólöf Arnalds, Joseph Arthur, Shalom Auslander, Nii Ayikwei Parkes, Wim de Bie, Andrew Bird, Black Rebel Motorcycle Club, Hugo Borst, Michael Bracewell, Anouar Brahem, Buffalo Tom, Vic Chesnutt
Hugh Cornwell (The Stranglers), Dafydd, Fflur, DAM, De Stratenmaker op Zee, Dez Mona, Roddy Doyle, Duffhuës & strijkkwartet, Fink, Fuck the Writer, Dan Geesin,
Gummbah, Said El Haji, Heere Heeresma, Richard Hell, K. Schippers, Patti Smith, Soko, Spinvis, Super Furry Animals, The Go! Team, The New Pornographers, Leon Verdonschot, Harry de Winter, Yeasayer, Zappa Band feat. Kees 't Hart – en nog veel meer.

### Editie 2008
Fabian Beghin & Didier Laloy, Frédéric Beigbeder, Hadjar Benmiloud, Dead Stereo, Death Cab for Cutie, Alela Diane, Cass McCombs, Catherine O'Flynn, Abdellah Taïa, Louis Theroux, Van Dyke Parks & Inara George & Mondriaan Strings, Vreeland met Jerry Goossens, Tom Baxter, Isobel Campbell & Mark Lanegan, Julian Cope, Michael Cunningham, DBC Pierre, Fleet Foxes, Johnny Flynn, Ben Folds, Karin Giphart, Mohsin Hamid, Kristin Hersh, Charlotte Mutsaers, Geert Ooms, Seasick Steve, Shearwater, The Dears, The Fratellis, J. Tillman, Steve Tolz, Chad VanGaalen, Dimitri Verhulst, Helen Walsh, Women, The Moi Non Plus, Yuri Landman, Brett Anderson (Suede), Appie Kim, Wim de Bie, Stefan Merrill Block, Anne Enright, Liam Finn, First Aid Kit, Krijn Peter Hesselink, Micah P. Hinson, Herman Koch, Aidan Moffat, Ross Raisin, Jan Rot, Jan Siebelink, Ali Smith, The Black Keys, Simon Vinkenoog – en nog veel meer.

### Editie 2009
Adriaan van Dis,The Airborne Toxic Event, Akron/Family, Arjan Visser, Beast, The Bony King Of Nowhere, Grizzly Bear, Hanna Bervoets, James Kelman, Kartasan, Kevin Canty, Laura Marling, Natalie Merchant, Rick de Leeuw, Ronald Snijders, Rutger Kopland, Scott Matthews, St. Vincent, Stuart Murdoch, Tegan & Sara, Thomas Rosenboom, Tim Foncke, Wholphin DVD, Wintertijd met Leon Verdonschot, Ykwinno Hensen, Yo La Tengo, Anni Rossi, The Antlers, The Decemberists, Daniel Norgren, Juli Zeh & Slut, Marion Bloem, Menno Wigman, Monsters Of Folk, Mumford & Sons, Newton Faulkner, Nick Kent, Patrick Watson & The Wooden Arms, Paulien Cornelisse, Pitch Blond, Richard Milward & Sonic Boom, Sandro Veronesi, Sleepy Sun, Speck Mountain, Stephen Malkmus, Steve Earle, Stijn Vranken, Sukilove, Wim de Bie – en nog veel meer.

## Edities in 2010s

### Editie 2010
Rufus Wainwright (soloconcert), Midlake, Jamie Lidell, Tom McRae, John Grant, Ed Harcourt, Villagers, Mercury Rev Clear Light Ensemble, Kern Koppen, Praise The Twilight Sparrow, Edwyn Collins, Pearly Gate Music, Low, Jesse Malin & The St. Marks Social, Nico Dijkshoorn, Roddy Doyle, Hilary Mantel,Anna Drijver, Ester Naomi Perquin, John Cooper Clarke, Olga Kortz, Thijs de Boer, Tribute To Tristan Egolf, Wim de Bie, The National, Spoon, Tokyo Police Club, Nina Kinert, Tim Akkerman, Local Natives, Miracle Fortress, The Walkmen, Steve Mason, Jonathan Jeremiah, Michael Madsen, DBC Pierre, Stephen Vizinczey, Mircea Cãrtãrescu, Naima El Bezaz, Edem Awumeys, A.H.J. Dautzenberg, Charles Lewinsky, David Vann, Eva Gerlach, Miguel Syjuco,Rudy Trouvé & Wim Lots en Laurent Binet – en nog veel meer.

### Editie 2011
Literatuur: Ali Smith, Anna Enquist, Arjen Lubach, James Frey, Kevin Wilson, Ilja Leonard Pfeijffer, Paul Murray, Renate Dorrestein – en nog veel meer.
Muziek: dEUS, Lanterns on the Lake, Laura Marling, James Vincent McMorrow, Oscar & the Wolf, Ed Sheeran, Spinvis, St. Vincent, The Low Anthem, The Secret Sisters, Jonathan Wilson, Patrick Wolf, Wye Oak – en nog veel meer.

### Editie 2012
Literatuur: Bart Chabot, Edna O’Brien, James Endeacott, Michael Chabon, Peter Buwalda, Saul Williams, Leo Blokhuis, Wim de Bie – en nog veel meer.
Muziek: Drive By Truckers, First Aid Kit, Gaz Coombes, I Am Kloot, The Kyteman Orchestra, Lisa Hannigan, Beth Orton, Poliça, Anne Soldaat – en nog veel meer.

### Editie 2013
Literatuur: Andrew Solomon, Dimitri Verhulst, Emma Jane Unsworth, Kamagurka & Herr Seele, Mirjam Rotenstreich, Pepijn Lanen, Tommy Wieringa, Joost Zwagerman – en nog veel meer.
Muziek: Cate Le Bon, Ghostpoet, John Grant, Guy Garvey, Lucius, Mighty Oaks, Phosphorescent, Radical Face, Savages, Villagers, Warpaint – en nog veel meer.

### Editie 2014
Literatuur: Anna Drijver, Assaf Gavron, Esther Gerritsen, Henny Vrienten, Ian McEwan, Paolo Giordano, Remco Campert, Thé Lau, Ian McEwan – en nog veel meer.
Muziek: Courtney Barnett, Daryll-Ann, Iron & Wine (Solo), Jeff Tweedy (Wilco), Sharon van Etten, Stu Larsen, The Felice Brothers, Thurston Moore, Trampled By Turtles – en nog veel meer.

### Editie 2015
Literatuur: Oleg Pavlov, Karen Köhler, Joost Zwagerman, Matt Haig, Kevin Barry, P.F. Thomése, Dimitri Verhulst, Lieke Marsman, Ryan Gattis, Leon de Winter – en nog veel meer.
Muziek: Jonathan Jeremiah, Tobias Jesso Jr., The Cinematic Orchestra, Kitty, Daisy & Lewis, Roosbeef – en nog veel meer.

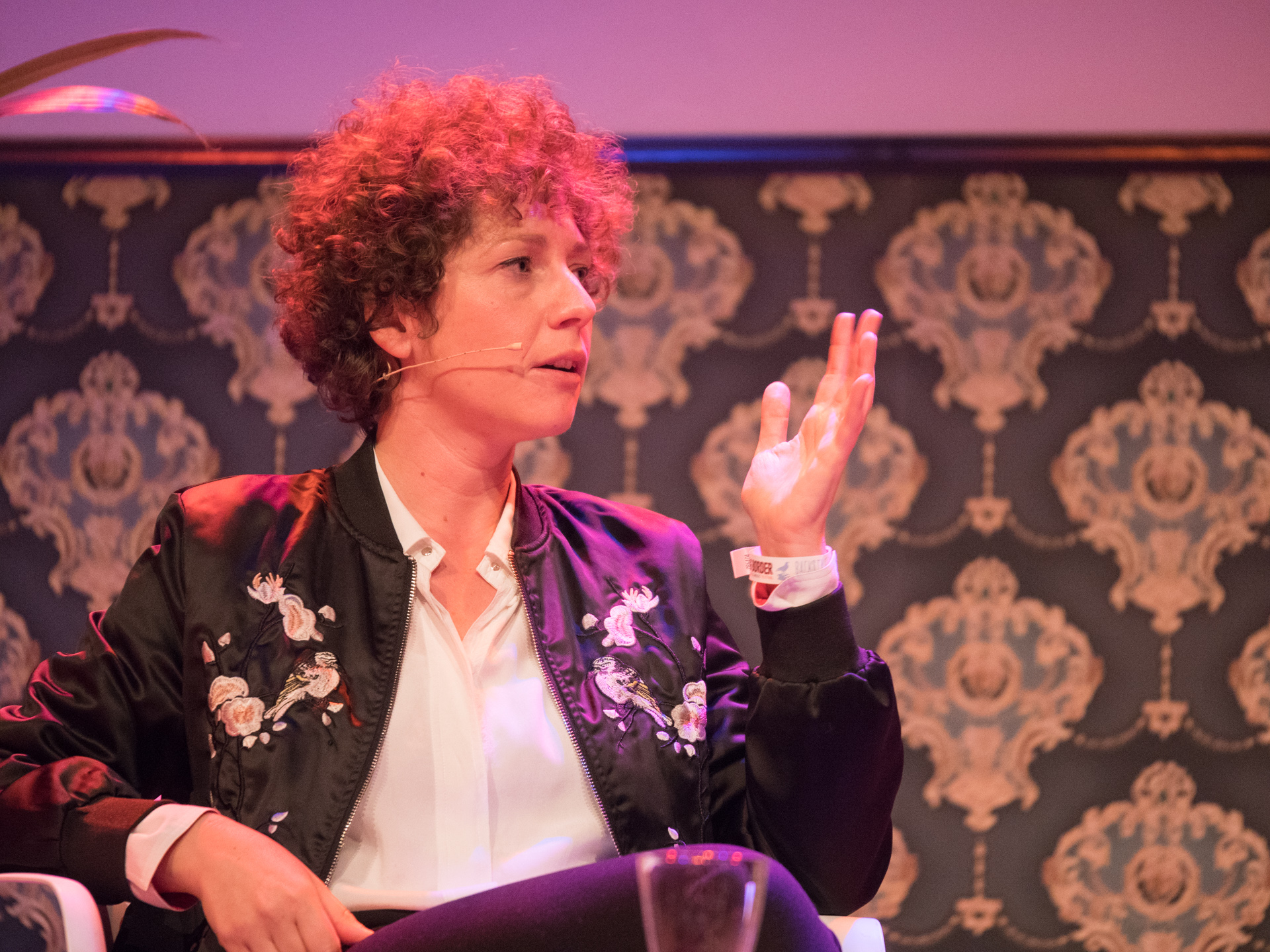
Marianna Salzmann op Crossing Border Festival in Den Haag, 2018

### Editie 2016
Literatuur: PJ Harvey (poetry), Arnon Grunberg, Albert Sanchéz Piñol, Antoine Leiris, Peter Buwalda & Donald Ray Pollock, Paul Kingsnorth, Lize Spit, Barry Hay (Golden Earring), Tim Burgess (The Charlatans) – en nog veel meer.
Music: Michael Franti, C. Duncan, Amber Arcades, Tiggs da Author, Emiliana Torrini & The Colorist, Lisa Hannigan, Angel Olsen, The Marcus King Band, Warhaus, Rodrigo Amarante, Palace, The Big Moon – en nog veel meer.

### Editie 2017
Literatuur: Abdelkader Benali, Cosey Fanni Tutti, John Grant (interview), Margo Jefferson, Mike McCormack, Sally Rooney, Diego Zύñiga, Gerda Blees, Abdellah Taia, Ann Scott, Derf Backderf – en nog veel meer.
Muziek: Julien Baker, L.A. Salami, Spoon, Tom Misch, Nick Mulvey, Tamino, Orchestra Baobab, Tank and the Bangas – en nog veel meer.

### Editie 2018
Michael Palin, St. Paul & the Broken Bones, Alela Diane, Murat Isik, Rembrandt Frerichs, Richard Powers, Aminatta Forna, Patrick deWitt, Paolo Giordano, Charlotte Mutsaers Alfred Birney, Daniel Kehlmann, Sandro Veronesi, Johan Harstad, – en nog veel meer.

### Editie 2019
Tracey Thorn, Mahsa Vahdat, Justin Samgar, Kojaque, Emel Mathlouthi, David Keenan, Kate Tempest, Carmen Maria Machado, Hanna Bervoets, Thurston Moore, Rob van Essen, Ivo Victoria, – en nog veel meer.